# كين كامبل (سياسي)
كين كامبل هو سياسي كندي، ولد في 15 يناير 1934، وتوفي في 28 أغسطس 2006 في ديلتا في كندا.